# نيكي بلو
نيكي بلو (بالإنجليزية: Nikki Blue)‏ مواليد 29 مارس 1984 في بيكرسفيلد، هي لاعبة كرة سلة أمريكية معتزلة أصبحت مدربة مساعدة. بدأت مسيرتها الاحترافية في سنة 2006. تم اختيارها من قبل فريق واشنطن ميستيكس خلال الدرافت. اعتزلت اللعب في 2010. لعبت مع واشنطن ميستيكس ونيويورك ليبرتي.

## روابط خارجية
- نيكي بلو على موقع الاتحاد الوطني لكرة السلة النسائية (الإنجليزية)
- نيكي بلو على موقع كرة السلة الأوروبية.كوم (الإنجليزية)
- نيكي بلو على موقع كلية كرة السلة في سبورتس رفرنس.كوم (الإنجليزية)
- نيكي بلو على موقع بروبوليرز (الإنجليزية)
- نيكي بلو على موقع سبورتس رفرنس (الإنجليزية)
- نيكي بلو على موقع سبورتس رفرنس (الإنجليزية)